# 安纳·哈扎尔
安纳·哈扎尔（1937年6月15日—）是一名印度社会活动家，1991年起成立并领导反腐组织“人民反腐运动”，以非暴力的方式反对腐败，并多次入狱，被誉为当代甘地。哈扎尔还参与了马哈拉施特拉邦艾哈迈德讷格尔县Parner taluka市的一个村落Ralegan Siddhi的构建和开发。1992年他因树立构建村落的模范而获得印度政府颁发的第三级公民荣誉奖莲花装勋章。
2011年4月5日，安纳·哈扎尔开始了一场无限期的绝食抗议，以促使印度政府推行严厉的反腐法律，实现一月洛普尔草案中提出的展望，派遣巡检机构来处理公共领域的腐败问题。他的绝食引发了支持者发动的全国性示威。绝食于4月9日结束，一天前政府接受了哈扎尔的要求。政府公布了一份关于组建联合委员会的公告，这个委员会由政府及公民社会代表组成，以起草新法律。
安纳曾被一份全国性日报列为孟买最有影响力的人。也有一些人批评他对于正义问题的专断的看法，包括要求以死刑惩罚那些腐败官僚，以及对强制输精管切除术的支持。